# Championnat du Maroc de football 1936-1937
Navigation
Édition précédente Édition suivante
La saison 1936-1937 de la Ligue du Maroc de Football Association, est la 22e édition des championnats du Maroc et la 15e de cette ligue. Elle débute le 4 octobre 1936, et se termine le 23 mai 1937, par des matchs barrages pour les promotions et relégations.
L'Olympique marocain remporte son 7e sacre de Champion du Maroc Division d'Honneur, en battant en finale le SA Marrakech, et se qualifie pour la 3e fois au Ligue des champions de l'ULNA.
De son côté, l'AS Tanger-Fès. remporte le Championnat du Maroc Division Pré-honneur et accède en Division d'Honneur, en battant en finale le SCC Roches Noires.

## Résultats des championnats

### Division d'Honneur

#### Classement
À la suite de la dernière journée, le SA Marrakech et l'OM R'bati se trouvent à égalité en points, ce qui oblige les deux clubs à jouer une finale pour le titre de champion, bien que le SA Marrakech possède un meilleur goal average. C'est une victoire par 1 but à 0, grâce à une réalisation dans les dernières minutes, contre l'ASPTT de Casablanca, qui permet à l'OMR d'égaler le SAM, et de pouvoir disputer une finale.
Le barème de points servant à établir le classement se décompose ainsi :
- victoire : trois points ;
- match nul : deux points ;
- défaite : un point.

| Rang | Équipe            | Pts | J  | G  | N | P  | Bp | Bc | Diff |
| ---- | ----------------- | --- | -- | -- | - | -- | -- | -- | ---- |
| 1    | SA Marrakech      | 35  | 14 | 9  | 3 | 2  | 49 | 19 | +30  |
| -    | OM R'bati T       | 35  | 14 | 10 | 1 | 3  | 38 | 21 | +17  |
| 3    | RC Marocain       | 32  | 14 | 6  | 3 | 5  | 29 | 31 | -2   |
| 4    | US Marocaine V    | 31  | 14 | 7  | 2 | 5  | 22 | 18 | +4   |
| 5    | ASPTT Casablanca  | 29  | 14 | 5  | 5 | 4  | 25 | 18 | +7   |
| 6    | US Athlétique CdT | 25  | 14 | 5  | 1 | 8  | 23 | 39 | -16  |
| 7    | Stade Marocain    | 22  | 14 | 2  | 4 | 8  | 29 | 42 | -13  |
| 8    | US Safi           | 19  | 14 | 2  | 1 | 11 | 15 | 42 | -27  |

|  | Qualification pour le match pour le titre        |
|  | Participation au barrage de promotion-relégation |
|  | Relégation directe en Première Division          |
|  | (T) Tenant du titre (P) Club promu de Promotion  |

#### Finale
| Date         | Équipe 1  | Résultat | Équipe 2     | Lieu       |
| ------------ | --------- | -------- | ------------ | ---------- |
| 4 avril 1937 | OM R'bati | 3 -1     | SA Marrakech | Casablanca |

La finale de la Division d'Honneur a lieu le 4 avril 1937, au Stade Philip, à Casablanca. Le vainqueur de celle-ci est sacré champion du Maroc et de Division d'Honneur. L'OMR remporte finalement le championnat du Maroc, en battant le SAM sur le score de 3 buts à 1, et remporte son septième titre dans la compétition. Le club se qualifie pour la troisième fois en Ligue des champions de l'ULNA.

### Première division

#### Phase finale

##### Demi-finales
| Équipe 1  | Résultat | Équipe 2          | Aller | Retour |
| --------- | -------- | ----------------- | ----- | ------ |
| ASPTT Fès | 2 - 6    | SCC Roches Noires | 2 - 1 | 0 - 5  |
| Fédala SC | 1 - 4    | AS Tanger-Fès     | 1 - 0 | 0 - 4  |

Les demi-finales ont lieu le 25 avril 1937, et opposent à Fès, l'ASPTT de Fès au SCC Roches Noires, et à Fédala, le Fédala Sports à l'AS Tanger-Fès. Les équipes qualifiées sont les premiers et seconds de chaque groupe, qui sont au nombre de deux. Les deux clubs recevant sont les seconds de leurs groupes respectifs, et affrontent les premiers. 
L'ASPTT de Fès et le Fédala SC créent la surprise en s'imposant face à leurs adversaires respectifs.
Toutefois, les matchs retours qui se déroulent le 2 mai 1937, sont fatales pour les deux clubs seconds qui s'inclinent sur de lourds scores respectivement par 5 buts à 0 pour l'ASPTTF, et 4 buts à 0 pour le FSC. Le SCCRN et l'ASTF sont donc qualifier pour la finale du championnat de Première Division. Le vainqueur monte d'office en Division d'Honneur tandis que le finaliste et perdant devra affronter le CSM en match barrage pour espérer monter.

##### Finale
| Date       | Équipe 1          | Résultat | Équipe 2      | Lieu       |
| ---------- | ----------------- | -------- | ------------- | ---------- |
| 9 mai 1937 | SCC Roches Noires | 0 - 2    | AS Tanger-Fès | Casablanca |

La finale de la Première Division a lieu le 9 mai 1937, à Casablanca. Le vainqueur de celle-ci accède immédiatement en Division d'Honneur à la place de l'US Safi, tandis que le finaliste doit affronter en barrages, l'avant-dernier, en l'occurrence le Stade Marocain. l'Association Sportive de Tanger-Fès remporte finalement le championnat de Première Division, en battant le SCC Roches Noires sur le score de 2 buts à 0, et accède donc immédiatement dans la division supérieur alors que le SCCRN doit jouer les barrages face au Stade Marocain la semaine suivante.

## Barrages

### Accession en Division d'Honneur
| Équipe 1       | Résultat | Équipe 2          | Aller | Retour |
| -------------- | -------- | ----------------- | ----- | ------ |
| Stade marocain | 9 - 1    | SCC Roches Noires | 6 - 1 | 3 - 0  |

Les barrages pour l'accession en Division d'Honneur opposent le finaliste du championnat de Première Division, le SCC Roches Noires, à l'avant-dernier et 7e, le Stade marocain, en aller-retour. Le vainqueur de ces barrages décroche sa place dans l'élite du Maroc la saison prochaine tandis que le perdant évoluera en Première Division.
Le match aller a lieu à Rabat le 16 mai 1937. À domicile, le Stade marocain écrase les cheminots du SCC Roches Noires sur le score de 6 buts à 1. Au retour à Casablanca, le 23 mai 1937, les cheminots sont de nouveau battu par 3 buts à 0, et évolueront à nouveau en Première Division la saison prochaine, tandis que le Stade marocain conserve sa place en Division d'Honneur.

## Palmarès
- Division d'Honneur[8] :
  - Équipe première : OM Rabat
  - Équipe réserve : RCC Roches-Noires
  - Équipe seconde : SA Marrakech
  - Équipe troisième : ASPTT Casablanca
  - Équipe quatrième[9] : US Marocaine

- Première Division :
  - Équipe première : l'Association Sportive de Tanger-Fès

- Coupe du Maroc :
  - Finale : US Athlétique 3-0 ASPTT Casablanca

- Supercoupe du Maroc :
  - 3/10/1937 : SA Marrakech 2-1 US Athlétique